# Pascal Delhommeau
Vous lisez un « bon article » labellisé en 2014.
Pour les articles homonymes, voir Delhommeau.
Pascal Delhommeau, né le 14 août 1978 à Nantes en France, est un footballeur puis entraîneur français qui a évolué au poste de défenseur central.

## Biographie

### Enfance
Pascal Delhommeau voit le jour le 14 août 1978 à Nantes, en Pays de la Loire,,. Il prend sa première licence dans le club de son village, l'Union Sportive de Château-Thébaud et participe à quelques tournois avec l'Union sportive de la Sainte-Anne de Vertou, située  à Vertou, à quelques kilomètres de son domicile.
Il participe à des sélections lors desquelles des recruteurs du Football Club de Nantes sont présents. Repéré par Guy Hillion, il est élève au Lycée La Colinière, en sport-études, avant d'entrer au centre de formation nantais.

### Carrière de footballeur

#### FC Nantes (1992-2001): Formation et début en professionnel

##### Équipes de jeunes et international espoirs (1992-1998)
En 1992, Delhommeau arrive au Centre sportif José-Arribas, centre de formation du Football Club de Nantes,. Il commence à jouer dans les équipes de jeunes du club nantais et va se lier d'amitié avec Jérémy Toulalan, devenant l'un de ses meilleurs amis,,.
Quelques années plus tard, en 1997, il apparaît en équipe de France des moins de 18 ans. Il joue son premier match pour les U18, lors du Tournoi de Croix, le 16 mai 1997, face au Dynamo Kiev et va compter quatre matchs avec cette équipe durant le tournoi. Ensuite, il est retenu pour le championnat d'Europe des moins de 18 ans 1997 en Islande. D'autres joueurs de La Jonelière sont sélectionnés pour cette compétition, à savoir Yves Deroff, Sébastien Piocelle et Alioune Touré. Les jeunes bleus de Jean-François Jodar remportent cette compétition et conservent le titre de champion d'Europe.
La saison 1997-1998 le voit intégrer l'effectif professionnel du FC Nantes sans réussir à jouer cependant,. Il joue dix-huit matchs avec l'équipe réserve lors de cette saison. Entre-temps, Delhommeau est sélectionné, en équipe de France des moins de 19 ans, pour disputer le Tournoi de Saint-Jean-de-Luz où les jeunes français s'inclinent en finale, face à la Slovaquie. Le réserviste nantais dispute cinq rencontres. Il participe au Tournoi de Toulon et prend part à son premier match sous le maillot des espoirs, face à l'Afrique du Sud,. Delhommeau joue quatre matchs avec la sélection espoirs.

##### Éternel remplaçant (1998-2001)
Pascal Delhommeau joue son premier match, lors de la première journée du championnat 1998-1999, le 8 août 1998, contre l'Olympique de Marseille, remplaçant Christophe Le Roux en fin de rencontre. Il définit ce match comme son meilleur souvenir. Il dispute ensuite ses deux premiers matchs comme titulaire, face au FC Sochaux ainsi que contre le Toulouse FC,. Malgré cela, il ne joue que trois matchs lors de cette saison. Le défenseur nantais n'arrive pas à sortir de son rôle de remplaçant. Les deux saisons qui suivent le voient être un titulaire occasionnel, jouant vingt matchs dont douze comme titulaire. D'abord pressenti pour être titulaire lors de la finale de la Coupe de France 1999-2000, Angel Marcos décide de le remplacer au dernier moment.
La saison 2000-2001 est synonyme de sacre pour le FC Nantes, permettant à Delhommeau de remporter son premier trophée au niveau professionnel. De plus, il dispute son premier match au niveau européen, le 7 décembre 2000, lors de la Coupe UEFA 2000-2001, face au FC Lausanne, remplaçant Éric Carrière. Il participe à la victoire au Trophée des champions 2001 contre le RC Strasbourg, entrant à la place de Viorel Moldovan en fin de rencontre. Toujours dans l'équipe professionnelle au début de la saison 2001-2002, il joue quatre matchs dont trois comme titulaire durant la première partie de championnat. De plus, il a l'occasion de participer à cinq matchs de la Ligue des champions 2001-2002.
Mis en concurrence par les arrivées de Mario Yepes et Mauro Cetto au mercato hivernal, le jeune défenseur se voit barrer la route d'un statut de titulaire par les deux sud-américains.

#### FC Lorient (2002): Gagner du temps de jeu
À la fin du mois de décembre 2001, Delhommeau est prêté, pour une durée de six mois, au FC Lorient,,. L'objectif d'Yvon Pouliquen, l'entraîneur, est de solidifier la défense lorientaise. Le FCL joue le maintien en première division, tout comme le FC Nantes. Il est propulsé au poste de titulaire et joue son premier match sous les couleurs lorientaises, le 23 janvier 2002, contre le Stade rennais. À la fin du mois d'avril, après un match nul contre l'Olympique de Marseille, le FC Lorient est dernier du championnat et doit remporter son ultime match ainsi qu'espérer un faux pas de l'EA Guingamp et du FC Metz pour se maintenir. Le joueur, prêté par le FC Nantes, se montre « dubitatif [et] inquiet ».
Le FC Lorient parvient en finale de la Coupe de la Ligue 2001-2002 et affronte les Girondins de Bordeaux. Lors de cette compétition, il se fait expulser en huitième de finale, contre l'AJ Auxerre, pour un deuxième avertissement. Il n’apparaît plus en Coupe de la Ligue jusqu'à la finale. Avant la rencontre, Delhommeau déclare être « très heureux à Lorient », remerciant le club de lui avoir permis de se développer et de gagner en expérience. Il avoue cependant être impatient de retourner dans son club formateur. Yvon Pouliquen décide d'évoluer en 5-4-1 et Delhommeau est désigné au marquage de Pedro Miguel Pauleta. Il est remplacé, en deuxième mi-temps, par Richard Martini. Néanmoins, ils s'inclinent par trois buts à zéro et Pauleta inscrit un doublé. Les défenseurs lorientais sont critiqués par le site indépendant fclorient.net écrivant que « Dugarry et Pauleta n’ont eu aucun mal à ajuster quelques têtes qui ont permis à Le Garrec de se mettre en évidence ».
Quelques jours plus tard, le FC Lorient dispute la finale de la Coupe de France 2001-2002 face au SC Bastia. Delhommeau, sur le banc au début de match, remplace Loïc Druon en seconde mi-temps. Les Lorientais s'imposent, par un but à rien, grâce à Jean-Claude Darcheville. Néanmoins, la fin de saison laisse un goût amer car le FC Lorient finit dernier de la Division 1 et est relégué en deuxième division. Il retourne au FC Nantes, sa période de prêt étant achevée.

#### Retour au FC Nantes (2002-2006): Cadre de l'équipe

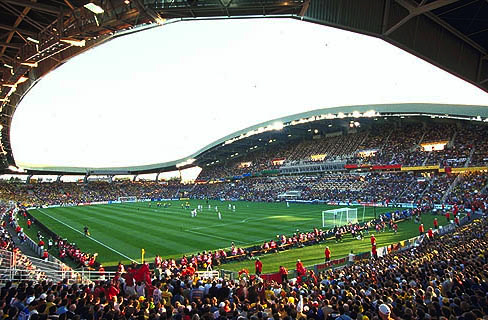
Le Stade de la Beaujoire, terrain du Football Club de Nantes.

La saison 2002-2003 voit Delhommeau s'imposer à l'un des postes de défenseur central du FC Nantes et reçoit alors le surnom de « Squale » en raison de ses qualités défensives et de sa vigilance,. Cependant, le début de saison difficile des Nantais entraîne de nombreuses critiques de la part des supporters, notamment sur lui, que certains jugent trop lent. Cette saison se termine de manière difficile pour le défenseur nantais, expulsé à deux reprises lors des trois derniers matchs de la saison. Contre l'EA Guingamp, il provoque deux pénaltys et est exclu pour un deuxième carton jaune. Le FC Nantes s'incline, finalement, quatre buts à rien, à domicile. Il considère ce match comme son pire souvenir. Il est condamné à une suspension d'un match ferme assorti d'un match avec sursis. De retour pour la dernière rencontre du championnat, face à l'Olympique de Marseille, il reçoit un carton rouge direct après un mauvais geste sur Daniel Van Buyten, en fin de match. Certains observateurs avancent que ce geste était en représailles d'un coup de coude du défenseur marseillais que l'arbitre, Stéphane Bré, n'aurait pas vu. Les Nantais gagnent le match par un but à zéro. Delhommeau clôt cette saison avec vingt-sept rencontres disputées.
Du fait de cette expulsion, il est suspendu pour les deux premiers matchs de la saison 2003-2004,. Loïc Amisse le réintègre dans le groupe professionnel avant le match de la quatrième journée, face au Mans UC, pour prévoir une éventuelle absence de Pierre Aristouy. Le défenseur nantais doit attendre le 13 septembre 2003, pour fouler à nouveau une pelouse de l'élite, remplaçant Frédéric Da Rocha contre l'OGC Nice. Ensuite, il profite des blessures de Nicolas Gillet et Mauro Cetto ainsi que de la suspension de Loïc Guillon pour retrouver une place de titulaire contre l'Olympique de Marseille, faisant un « très bon match »,. Cependant, il est exclu contre le SC Bastia, le 22 novembre 2003, pour un deuxième avertissement  ; il écope d'un match de suspension et retrouve sa place de titulaire, deux semaines plus tard, contre le LOSC Lille. Défait deux buts à zéro contre les Lillois, entraînant cinq défaites sur les six derniers matchs de championnat, Delhommeau avoue que « ça commence à cogiter. Maintenant, il faut travailler pour Toulouse, [le prochain match,] se reprendre pour se remettre dans le bons sens ». Lors de la trêve hivernale, Pascal Delhommeau prolonge, de trois ans, son contrat avec le FC Nantes. Il est alors lié aux « Canaris » jusqu'en 2007.
Lors du premier match de championnat de la saison 2004-2005, face au RC Lens, il se blesse aux adducteurs. Deux semaines plus tard, il est mis à disposition de l'équipe réserve, entraînée par Serge Le Dizet, pour se remettre petit à petit. Il revient en demi-finale de la Coupe de la Ligue 2003-2004, le 3 février 2004, contre l'AJ Auxerre, remplaçant Nicolas Gillet et réussissant son coup de pied lors de la séance des tirs au but. Quelques semaines plus tard, contre le Montpellier HSC, Delhommeau concède un but contre son camp, reprenant un centre d'Habib Bamogo dans ses propres filets. Le FCN réussit à s'imposer par trois buts à deux. Pour la finale de la Coupe de la Ligue, face au FC Sochaux, il est titularisé à la dernière minute, à la place d'Olivier Quint. Les deux équipes, ayant fait match nul, un but partout, au bout de la prolongation, disputent une séance de tirs au but. Huitième frappeur, son tir est arrêté par Teddy Richert qui donne la victoire, par la même occasion, aux Sochaliens. Un échec « très dur à digérer » pour le défenseur central.

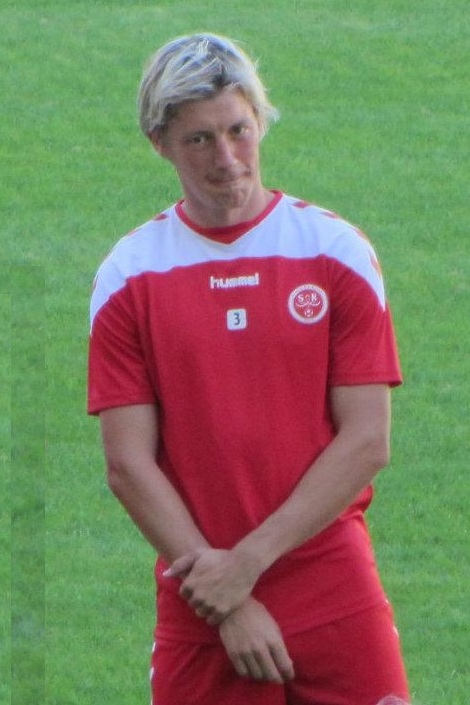
C'est en reprenant un tir repoussé de Franck Signorino que Pascal Delhommeau inscrit son premier but en professionnel.

Le début de saison 2004-2005 est difficile pour Delhommeau. Suspendu pour le troisième tour aller de la Coupe Intertoto 2004, il n'apparaît dans aucun match de cette compétition. Il n'est que remplaçant lors des demi-finales retour face au FC Slovan Liberec, qui élimine les Nantais. À la mi-août, le défenseur souffre beaucoup de ses adducteurs mais peut continuer à jouer. Quelques jours plus tard, il est victime d'une pubalgie et est incertain pour disputer le match contre le Toulouse FC, il est cependant titularisé. Le 11 septembre 2004, contre l'AS Saint-Étienne, il se blesse au pied droit et plus particulièrement au talon,,. Une blessure qui va le tenir éloigné des terrains pendant de nombreuses semaines. Vers la fin du mois d'octobre, il entre en phase de reprise avant de revenir aux soins. Le défenseur fait son retour, près de quatre mois après son dernier match, lors des trente-deuxièmes de finale de la Coupe de France 2004-2005, le 8 janvier 2005, face au FC Cournon-d'Auvergne. Il termine la saison sans aucun souci physique et le FC Nantes parvient à se maintenir en première division de justesse, se classant dix-septième.
Comme pour la saison précédente, le début de saison 2005-2006 est marqué par quelques soucis physiques. Une douleur musculaire à la cuisse l'oblige à déclarer forfait contre le Stade rennais,. Quelques semaines plus tard, il se blesse au mollet et est écarté des terrains pendant un mois. Il revient, le 1er octobre 2005, face au Paris Saint-Germain. Pascal Delhommeau inscrit le premier but de sa carrière, contre le RC Strasbourg, le 27 novembre 2005, en étant à la réception d'une frappe de Franck Signorino, repoussée par les deux montants. Jérémy Toulalan, qui ne participe pas au match, le félicite après la rencontre par téléphone.
Lors de la deuxième partie de saison, il joue beaucoup moins, avec neuf matchs disputés sur les dix-huit rencontres de 2006, dont six comme titulaire. Il devient la cible des supporters après avoir fait une mauvaise passe, contre l'AS Saint-Étienne, le 5 mars 2006, qui donne la victoire aux verts grâce à un but de Sébastien Mazure. Deux mois plus tard, il remplace Loïc Guillon, face à l'AJ Auxerre, et se fait siffler par une partie du Stade de la Beaujoire, dans ce qui est son dernier match sous le maillot nantais,. Dans les heures qui suivent, Serge Le Dizet défend son défenseur en déclarant que « quand on siffle quelqu'un avant qu'il ait touché un ballon, on n'est pas supporteur ».
Cependant, Delhommeau se sent écarté du groupe par Le Dizet et « [commence] à trouver le temps long ». Le 23 mai 2006, trois joueurs, David Leray, Luigi Glombard et lui-même, sont libérés par le club nantais ; il est remercié alors qu'il lui reste une année de contrat.

#### Football Club de Metz (2006-2008)

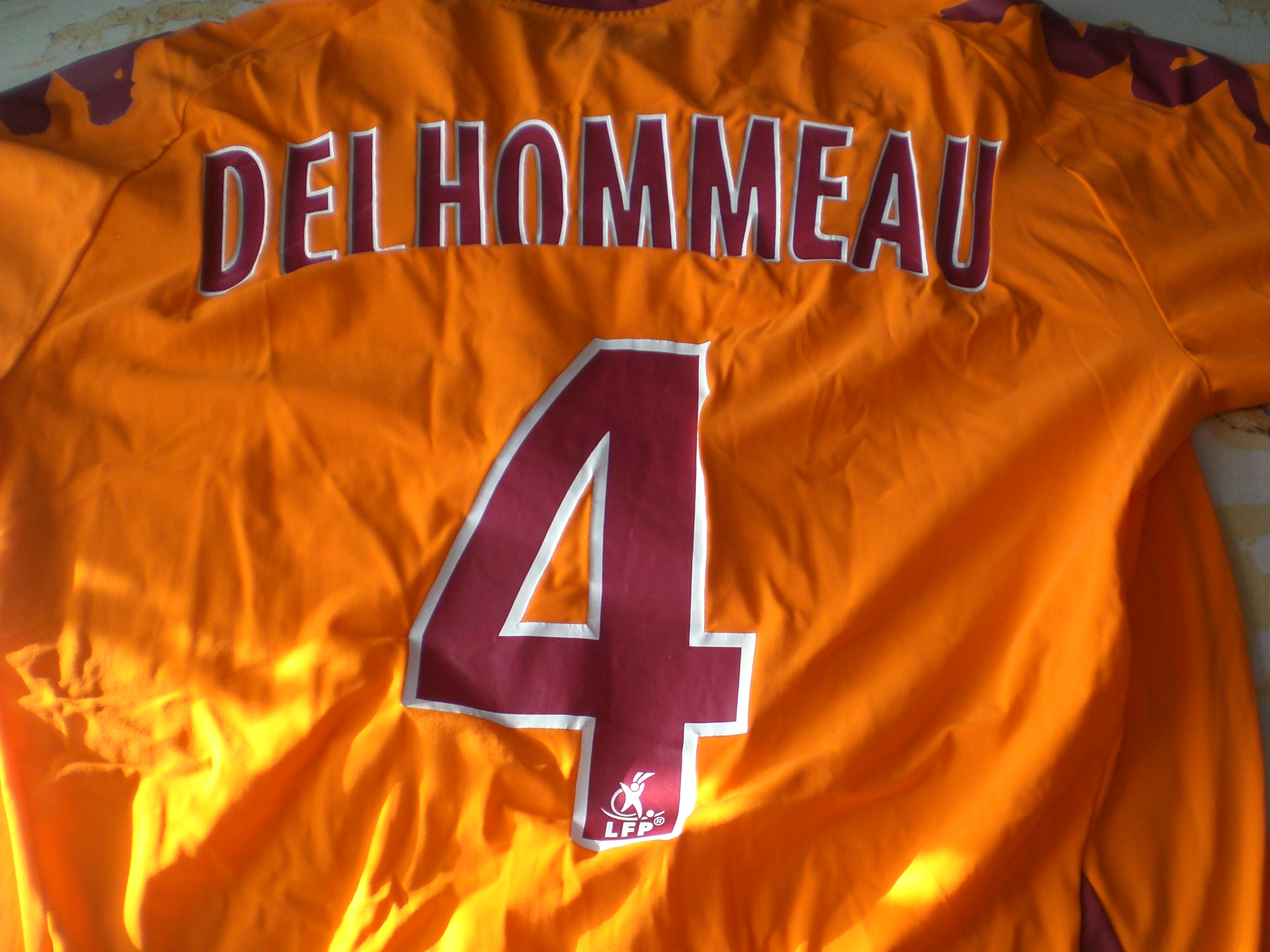
Flocage « Delhommeau » apposé sur un t-shirt, en l'honneur de son passage au Football Club de Metz.

Le natif de Nantes suscite l’intérêt d'un club de Ligue 1, l'ES Troyes AC, ainsi que des clubs de Ligue 2 comme l'En avant Guingamp, le FC Libourne Saint-Seurin, le FC Metz ou le Stade brestois,,. Delhommeau est séduit par le projet messin, notamment après avoir discuté avec Franck Signorino et Gennaro Bracigliano, deux anciens joueurs du FC Metz, qui donnent des avis positifs sur le club des Grenats. Le 3 juillet 2006, Pascal Delhommeau signe, avec le Football Club de Metz, un contrat de trois saisons,. Il considère cette signature comme « un nouveau départ » qui va lui donner « l'occasion de rebondir » après une fin de saison 2005-2006 difficile.
Il fait ses débuts officiels sous le maillot messin, le 29 juillet 2006, face au FC Gueugnon. L'entraîneur Francis De Taddeo le place comme titulaire dans une bonne partie des matchs de ce début de saison 2006-2007. Le défenseur constate « des méthodes de travail différentes, plus axées sur l'impact physique » mais il s'adapte à ce championnat facilement. Néanmoins, le 13 octobre 2006, il se blesse contre l'US Créteil, victime d'une déchirure musculaire à la cuisse droite. Son indisponibilité est évaluée à six semaines mais il doit attendre le 22 décembre 2006 pour faire son retour dans le championnat de Ligue 2,.
Pour sa première saison au club, il joue les deux tiers des matchs du championnat et parvient à « s'impos[er] dans la défense lorraine » selon sports.fr. Il remporte le Championnat de France de Ligue 2 avec les messins, lui permettant de revenir en première division.
L'ancien nantais revient en Ligue 1, le 5 août 2007, pour l'ouverture de la saison 2007-2008, contre Le Mans UC. Titulaire dans l'équipe type, il subit un coup d'arrêt à la fin du mois d'octobre, à cause d'une entorse de la cheville,. Il est relégué sur le banc pendant un mois avant de retrouver sa place de titulaire. Se battant contre la relégation, le club affiche un bilan catastrophique à la mi-saison, étant bon dernier du championnat. Delhommeau se sent « honte[ux] » et affirme qu'ils ne « save[nt] plus quoi faire pour gagner un match. Nous n'avons même plus l'espoir de gagner une rencontre ». Il fait une deuxième saison comme titulaire régulier au sein de l'écurie messine. Cependant, le club finit dernier du championnat et retourne à l'étage inférieur. Il qualifie cette saison de « catastrophique, pour les joueurs, l'encadrement, les dirigeants, le public ».
En juin 2008, il est pisté par le Vannes OC. Les Vannetais recherchent des joueurs d'expérience. Delhommeau et le FC Metz se mettent d'accord sur une résiliation de contrat, qui laisse libre le joueur,.

#### Vannes Olympique Club (2008-2011): Une fin de carrière marquée par les blessures

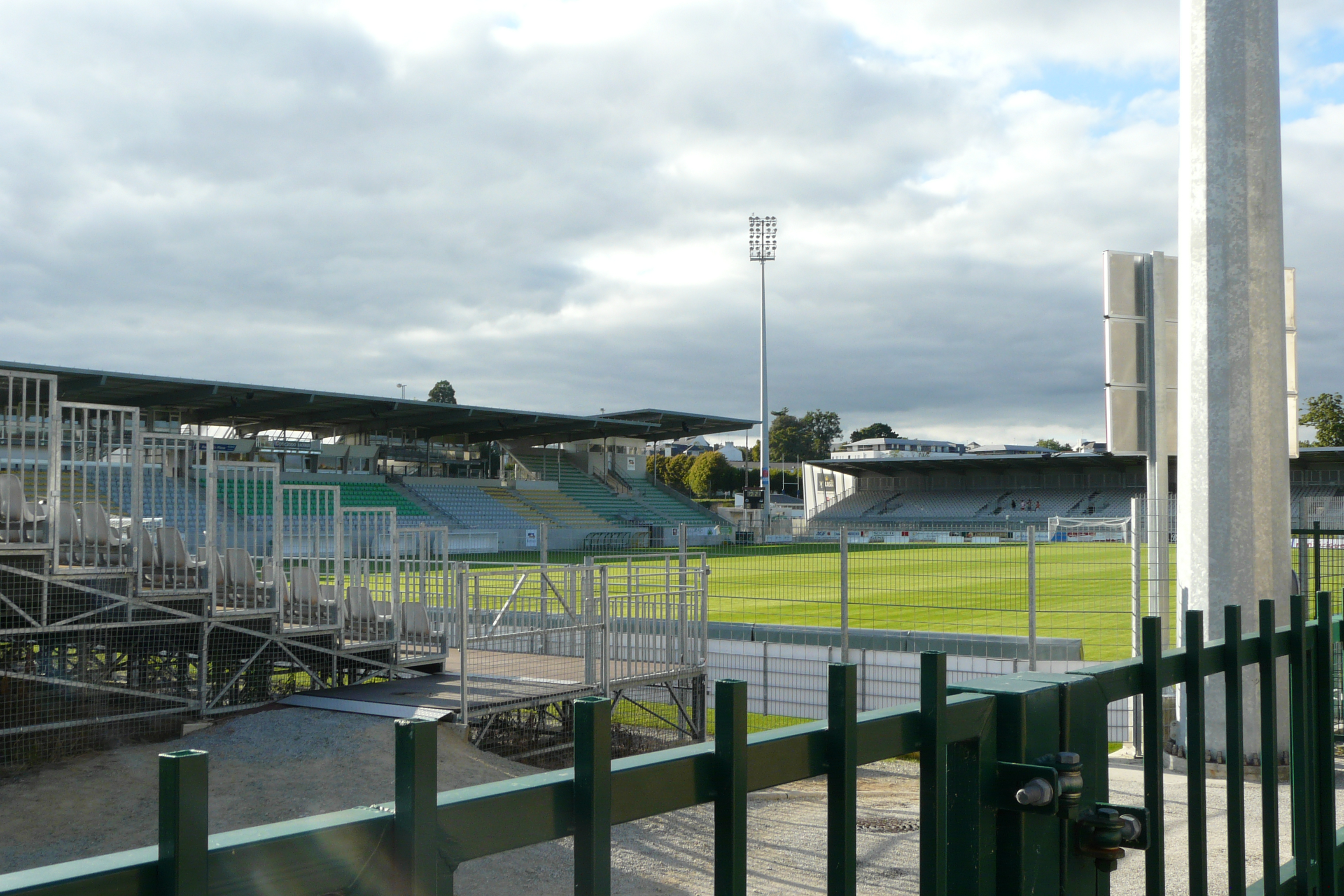
Pour son premier match au Stade de la Rabine, Delhommeau inscrit le but de l'égalisation face au Racing Club de Lens.

Le 23 juin 2008, il arrive officiellement au Vannes OC, signant un contrat d'une saison, assorti d'une saison en option en cas de maintien en Ligue 2,. Delhommeau est intéressé par le projet du club  et désire se rapprocher de sa famille. Il retrouve plusieurs joueurs qu'il a côtoyés comme Hassan Ahamada, Mehdi Leroy et Frédéric Sammaritano.
Pour son deuxième match avec le VOC, face au RC Lens, il inscrit le deuxième but de sa carrière, permettant à ses coéquipiers d'égaliser. Vannes remporte ce match par deux buts à un. Il en inscrit un deuxième, quelques semaines plus tard, face au Montpellier HSC. Le nouveau joueur du VOC ne rate qu'un seul match de la phase aller de la saison 2008-2009 mais il souffre, vers la fin d'année 2008, de douleurs aux adducteurs. Il se fait remplacer, le 9 janvier 2009, face au Nîmes Olympique, à cause de ses adducteurs et est mis au repos pour deux semaines. Cependant, il est désigné, lors des vœux du club en janvier 2009, meilleur joueur de la première partie de saison par ses coéquipiers.
La blessure de Delhommeau est suivie d'une autre au mollet qui le met sur la touche pendant plusieurs semaines,,. À la mi-avril 2009, il est mis à disposition de la réserve vannetaise et n'est pas appelé pour disputer la finale de la Coupe de la Ligue 2008-2009 ; il suit le match depuis les tribunes du Stade de France. Il fait son retour sur une pelouse professionnelle, le 1er mai 2009 au stade Armand-Cesari face au SC Bastia. Il termine sa première saison chez les Bretons avec vingt-trois matchs et deux buts.
Delhommeau conserve son poste de titulaire et devient capitaine du VOC au début de la saison 2009-2010. Cependant, il est mis sur le banc à partir de la septième journée. Il revient le 27 octobre 2009, face au Stade Malherbe de Caen, mais se blesse aux ischio-jambiers au début du match et doit se faire remplacer,,. Il apparaît sur le banc des remplaçants vannetais, le 18 décembre 2009, contre le SC Bastia et joue à nouveau, le 15 janvier 2010, face au Nîmes Olympique, remplaçant Erwan Quintin. Quelques jours plus tard, le défenseur offre la qualification au Vannes OC, en inscrivant un but dans les dernières minutes des prolongations, en seizièmes de finale de la Coupe de France 2009-2010, face au Grenoble Foot 38,. Après une longue absence en fin de saison, il joue le dernier match sur la pelouse du FC Metz. En mai 2010, il est le seul des six joueurs, dont le contrat se termine, à recevoir une offre de prolongation de contrat. Il affirme être« favorable [à une prolongation] et serait très heureux de jouer encore pour le VOC ». Le 20 juin 2010, Pascal Delhommeau prolonge avec Vannes pour une année supplémentaire ; il est alors lié au club jusqu'en juin 2011,.
La saison 2010-2011 est très difficile pour l'ancien nantais qui est victime d'une lésion musculaire à un mollet au début du mois d'août, lui faisant rater les trois premiers matchs de la saison. Sur le banc face au FC Metz, il dispute son premier match de la saison, le 27 août 2010, sur la pelouse de son club formateur, le FC Nantes. Son mollet lui pose de nouveaux soucis, en septembre 2010, et l'oblige à s'absenter pendant un mois. Le 10 décembre 2010, il inscrit le troisième but des vannetais contre l'En Avant de Guingamp, au huitième tour de la Coupe de France 2010-2011 ; Le VOC l'emporte trois buts à deux. Dès le début de l'année 2011, lors d'un stage à Carnac, il est victime d'une douleur à l'arrière de la cuisse qui l'envoie à l'infirmerie. Une échographie, à la fin du mois de février, ne montre aucune lésion et lui permet de reprendre l'entraînement. Le défenseur revient, face au Tours FC, le 4 mars 2011, avant de ne pas jouer pendant un mois. Il fait son retour au début du mois d'avril pour pallier la blessure de Patrick Leugueun.
Le 15 avril 2011, Delhommeau est violemment critiqué par son entraîneur Stéphane Le Mignan, lors de la conférence de presse suivant la défaite de Vannes contre le CS Sedan Ardennes, trois buts à zéro. L'originaire de Nantes est remplacé à la vingt-cinquième minute, par Fabien Jarsalé, du fait d'une blessure selon Le Mignan. Celui-ci déclare que « Pascal Delhommeau est passé à côté de son match », étant responsable de deux buts encaissés, et qu'il « déplore [qu'un] joueur qui a joué la Ligue des Champions craque comme ça ». Le journaliste Laurent Aquilo considère cette conférence de presse comme un « sacrifice volontairement consenti » et qu'il fallait faire un exemple, le club se battant contre la relégation. Le président du club, Michel Jestin, critique à son tour le défenseur central, indiquant que « [Pascal Delhommeau] n'est pas capable d'aligner quatre matchs consécutifs. On a l'impression qu'il a abandonné le navire ». Cette rencontre sera la dernière de Pascal Delhommeau au niveau professionnel. La semaine suivante, Delhommeau est écarté du groupe professionnel du fait d'une blessure à la cuisse, contractée lors du match contre les Sedanais. Le Vannes Olympique Club est relégué en National à la fin de la saison, terminant dix-huitième.
En juin 2011, Pascal Delhommeau décide de mettre un terme à sa carrière professionnelle après 301 matchs joués au haut niveau.

### Reconversion dans le football amateur
En octobre 2010, il affirme qu'il prépare ses diplômes d'entraîneur, en vue d'une reconversion. À la fin de son contrat professionnel, en juin 2011, il retourne dans le club de ses débuts, à savoir l'Union Sportive de Château-Thébaud,. Il commence à travailler pour la commune de Château-Thebaud et livre des repas aux cantines de la région nantaise.
Pour la saison 2011-2012, l'ancien nantais intègre l'équipe première du club, devient un des éducateurs de l'équipe U-15 (Under the age of 15 en anglais) du FC Coteaux du Vignoble, regroupement des joueurs de trois communes (Saint-Fiacre-sur-Maine, La Haie-Fouassière et Château-Thébaud) et entraîne les jeunes joueurs le samedi,,. Delhommeau profite de ce retour aux sources pour passer son Brevet d'État d'éducateur sportif. Pour la saison 2012-2013, il est nommé éducateur de la section U-17, avec Fabrice Drapeau, et dirigeant des U-7. Au sein de l'équipe première, il est nommé capitaine.
En 2013, les clubs de l'US Château-Thebaud et de l'AS Saint-Fiacre fusionnent, entraînant la naissance du Football Club Castel-Fiacrais. Il fait partie de l'équipe première et devient responsable sportif des équipes U-18, U-17 et U-16 ainsi qu'éducateur pour les jeunes joueurs du club,,. Cependant, pour la saison 2014-2015, Delhommeau devient éducateur pour la section U-17/U-18 du FC Coteaux du Vignoble, sous la responsabilité de Manu Secher.
L'ancien nantais reprend une licence au FC Castel-Fiacrais pour la saison 2015-2016. Au début du mois d'octobre 2015, il inscrit un but lors d'un derby face à l'AS Maine, qui se solde par une victoire de son équipe 4-2. À la fin du championnat, le club monte en première division de district, et Delhommeau pense arrêter sa carrière. Cependant, à la demande de l'entraîneur Miguel Salles, il accepte de rester encore une année « pour encadrer les jeunes ». L'ancien nantais confie qu'il prend plus de plaisir à jouer les matchs le dimanche qu'à participer aux entraînements la semaine mais avoue que ces derniers sont nécessaires pour lui permettre de tenir physiquement. Il arrête sa carrière au niveau amateur l'année suivante, en 2017, avant de reprendre et de s'engager avec l'Étoile Sportive Haute-Goulaine devenant responsable de la section U12-U13 et joueur de l'équipe C évoluant dans le championnat de D5,.
Pascal Delhommeau intègre l'encadrement de l'ESHG, entraîné par Japhet N'Doram et emmenant cette équipe au niveau D1. En 2020, il succède à l'ancien joueur tchadien et commence sa première expérience comme entraîneur principal d'une équipe séniors.

### Fan Club
En 1998, un « Fan Club Pascal Delhommeau » voit le jour. Son siège est basé dans un café de la ville de Château-Thébaud, village natal du joueur. Comptant près de 140 membres, cette association participe à des animations en tribunes, notamment dans l'Océane Haut et l'Expobain Erdre du Stade de la Beaujoire. De plus, elle prend part à des tournois de football, dont celui des supporters pour fêter les quarante ans du club nantais en Ligue 1, organisé le 10 mai 2003,,. Ce groupe de soutien fait le déplacement au Stade de France lorsque Delhommeau, sous les couleurs lorientaises, participe à la finale de la Coupe de France 2001-2002.
Le 22 octobre 2009, le Fan Club décide de s'auto-dissoudre ; une décision officialisée, le 14 novembre 2009, après publication dans le Journal officiel.

### Engagements associatifs
Delhommeau soutient l'Association européenne contre les leucodystrophies (ELA). Le 1er octobre 2007, il lit la dictée de l'association, écrite par Daniel Pennac, à une classe de CM1 de l'École Louis Pergaud de Metz. À la fin de cette dictée, il signe des autographes à plusieurs enfants de cette classe.
Le 18 mai 2010, il participe à un match de charité, opposant le Stade brestois 29 à une sélection de joueurs professionnels comme Frédéric Da Rocha, Nicolas Savinaud ou encore Ulrich Ramé,,. Le but de ce match est de récolter des fonds pour aider les victimes, et surtout les enfants, de la Tempête Xynthia, qui frappe durement la Vendée en février 2010. Le match se joue au Stade Henri-Desgrange de La Roche-sur-Yon et voit la victoire des Brestois, trois buts à un,.
En août 2012, Pascal Delhommeau, qui est parfois surnommé le « Squale », participe aux célébrations des cinquante ans du club de l'Union Sportive La Chaussaire-Le Puiset-Doré, en compagnie de Nicolas Savinaud. Le 14 octobre 2012, il prend part à un match de bienfaisance entre les équipes 1995 et 2001 du FC Nantes, au Palais des sports de Beaulieu, au profit de l'ADELMAS, l'Association pour le Développement des Études des Leucémies et Maladies du Sang.

## Palmarès
Pascal Delhommeau remporte son premier grand trophée en 1997, remportant le Championnat d'Europe des moins de 18 ans avec la sélection française. L'année suivante, il arrive en finale du Tournoi de Toulon 1998 avec la sélection espoirs. Au niveau professionnel, il remporte avec le Football Club de Nantes, où il évolue surtout comme remplaçant, le Championnat de France 2000-2001. Il remporte également sous les couleurs nantaises le Trophée des champions 2001. Lors de son prêt au Football Club de Lorient, il gagne la Coupe de France 2001-2002. Son dernier titre majeur est le Championnat de France de Ligue 2 2006-2007 avec le Football Club de Metz,.
Il dispute également deux finales de la Coupe de la Ligue, en 2002 avec le FC Lorient, et en 2004 avec le FC Nantes, mais ne réussit pas à remporter ce trophée.

## Statistiques
| Saison                | Club                  | Championnat           | Championnat | Championnat | Championnat | Coupe nationale | Coupe nationale | Coupe nationale | Coupe de la Ligue | Coupe de la Ligue | Coupe de la Ligue | Supercoupe | Supercoupe | Supercoupe | Compétition(s) continentale(s) | Compétition(s) continentale(s) | Compétition(s) continentale(s) | Compétition(s) continentale(s) | Total | Total | Total |
| Saison                | Club                  | Division              | M.          | B.          | P.d.        | M.              | B.              | P.d.            | M.                | B.                | P.d.              | M.         | B.         | P.d.       | Comp.                          | M.                             | B.                             | P.d.                           | M.    | B.    | P.d.  |
| 1998-1999             | FC Nantes Atlantique  | Division 1            | 3           | 0           | 0           | -               | -               | -               | -                 | -                 | -                 | -          | -          | -          | -                              | -                              | -                              | -                              | 3     | 0     | 0     |
| 1999-2000             | FC Nantes Atlantique  | Division 1            | 7           | 0           | 0           | 4               | 0               | 0               | -                 | -                 | -                 | -          | -          | -          | C3                             | -                              | -                              | -                              | 11    | 0     | 0     |
| 2000-2001             | FC Nantes Atlantique  | Division 1            | 9           | 0           | 0           | 2               | 0               | 0               | -                 | -                 | -                 | -          | -          | -          | C3                             | 2                              | 0                              | 0                              | 13    | 0     | 0     |
| 2001-2002             | FC Nantes Atlantique  | Division 1            | 4           | 0           | 0           | 1               | 0               | 0               | 1                 | 0                 | 0                 | 1          | 0          | 0          | C1                             | 5                              | 0                              | 0                              | 12    | 0     | 0     |
| 2002-2003             | FC Nantes Atlantique  | Ligue 1               | 27          | 0           | 0           | 2               | 0               | 0               | 1                 | 0                 | 0                 | -          | -          | -          | -                              | -                              | -                              | -                              | 30    | 0     | 0     |
| 2003-2004             | FC Nantes Atlantique  | Ligue 1               | 27          | 0           | 0           | 4               | 0               | 0               | 2                 | 0                 | 0                 | -          | -          | -          | CI                             | 4                              | 0                              | 0                              | 37    | 0     | 0     |
| 2004-2005             | FC Nantes Atlantique  | Ligue 1               | 23          | 0           | 0           | 2               | 0               | 0               | -                 | -                 | -                 | -          | -          | -          | CI                             | -                              | -                              | -                              | 25    | 0     | 0     |
| 2005-2006             | FC Nantes Atlantique  | Ligue 1               | 21          | 1           | 0           | 3               | 0               | 0               | 2                 | 0                 | 0                 | -          | -          | -          | -                              | -                              | -                              | -                              | 26    | 1     | 0     |
| Sous-total            | Sous-total            | Sous-total            | 121         | 1           | 0           | 18              | 0               | 0               | 6                 | 0                 | 0                 | 1          | 0          | 0          | -                              | 11                             | 0                              | 0                              | 157   | 1     | 0     |
| 2001-2002             | FC Lorient (prêt)     | Division 1            | 13          | 0           | 0           | 3               | 0               | 0               | 4                 | 0                 | 0                 | -          | -          | -          | -                              | -                              | -                              | -                              | 20    | 0     | 0     |
| 2006-2007             | FC Metz               | Ligue 2               | 26          | 0           | 0           | 1               | 0               | 0               | 1                 | 0                 | 0                 | -          | -          | -          | -                              | -                              | -                              | -                              | 28    | 0     | 0     |
| 2007-2008             | FC Metz               | Ligue 1               | 25          | 0           | 0           | 2               | 0               | 0               | 2                 | 0                 | 0                 | -          | -          | -          | -                              | -                              | -                              | -                              | 29    | 0     | 0     |
| Sous-total            | Sous-total            | Sous-total            | 51          | 0           | 0           | 3               | 0               | 0               | 3                 | 0                 | 0                 | 0          | 0          | 0          | -                              | 0                              | 0                              | 0                              | 57    | 0     | 0     |
| 2008-2009             | Vannes OC             | Ligue 2               | 23          | 2           | 0           | 2               | 0               | 0               | 3                 | 0                 | 0                 | -          | -          | -          | -                              | -                              | -                              | -                              | 28    | 2     | 0     |
| 2009-2010             | Vannes OC             | Ligue 2               | 19          | 0           | 1           | 2               | 1               | 0               | 2                 | 0                 | 0                 | -          | -          | -          | -                              | -                              | -                              | -                              | 23    | 1     | 1     |
| 2010-2011             | Vannes OC             | Ligue 2               | 13          | 0           | 0           | 2               | 1               | 0               | 2                 | 0                 | 0                 | -          | -          | -          | -                              | -                              | -                              | -                              | 17    | 1     | 0     |
| Sous-total            | Sous-total            | Sous-total            | 55          | 2           | 1           | 6               | 2               | 0               | 7                 | 0                 | 0                 | 0          | 0          | 0          | -                              | 0                              | 0                              | 0                              | 68    | 4     | 1     |
| Total sur la carrière | Total sur la carrière | Total sur la carrière | 240         | 3           | 1           | 30              | 2               | 0               | 20                | 0                 | 0                 | 1          | 0          | 0          | -                              | 11                             | 0                              | 0                              | 302   | 5     | 1     |